# Albert Galimany i Pujol
Albert Galimany i Pujol (Vilafranca del Penedès, 31 de desembre del 1889 - Panamà, 20 de desembre del 1973) fou director, compositor, pedagog i pianista català nacionalitzat panamenc.

## Biografia
Fill d'Albert Galimany (campaner de l’Església de la Trinitat) i de Concepció Pujol inicià la formació musical amb el mestre de capella (organista i director de l'escolania) de la parròquia de la Trinitat mossèn Antoni Espasa i Bargalló. Després va continuar formant-se a l'Escola Municipal de Música de Barcelona (l'actual Conservatori de Barcelona). Allà va estudiar amb Joan Lamote de Grignon, Antoni Nicolau, Joan Baptista Pellicer i Josep Soler i Ventura.
El 1910 marxà de gira per l'Amèrica del Sud com a director de la companyia Du-Boucher d'opereta i sarsueles. El 1911 va arribar a Panamà i va decidir establir-s'hi. El 1911 va ser nomenat professor de piano al primer Conservatorio de Música y Declamación de Panamà. El març del 1912 va guanyar per concurs la plaça de director de la Banda Republicana de Panamà. Durant la cerimònia d'inauguració del canal de Panamà, el 15 d'agost del 1914, a bord del vaixell SS Ancón, Galimany va dirigir la Banda on hi va interpretar l'Himne Nacional de Panamà, la Marcha Panamá (escrita pel mateix Galimany) i una sardana d'Enric Morera. El 1918 el president de la República, Ramón Maximiliano Valdés, va ordenar el tancament del Conservatorio de Música y Declamación com a institució pública amb arguments pressupostaris. El Conservatorio de Música y Declamación va sobreviure com a centre privat fins a l'any 1922 quan va desaparèixer definitivament. És a partir del 1918 que Galimany va treballar com a professor de música en altres centres, com a l'Instituto Nacional, a l'Escuela Normal de Institutoras i a la Escuela Profesional.
El 1923 obté la nacionalitat panamenca.
L’any 1928 la Unión Panamericana el va convidar a dirigir les bandes de la Marina i l'Armada dels Estats Units (United States Army Band) per realitzar un concert el 8 de setembre davant el Capitoli de Washington. El propòsit de la banda nord-americana era assajar repertori llatinoamericà per interpretar-lo en l'Exposició Universal de Barcelona de l'any 1929. Per a aquesta ocasió, aprofitant el temps de viatge en vaixell cap als Estats Units, Galimany va compondre l'obra Selección Panamá (que després titularia com a Capricho Típico Panameño).
El 1932 va organitzar i dirigir, amb la Banda Republicana de Panamà, una gira a Colòmbia per les ciutats de Barranquilla, Calamar i Cartagena. El 1937, després de vint-i-cinc anys, va deixar la direcció de la Banda Republicana, i al voltant dels anys 1942/43 es va jubilar. Va ser homenatjat per la Banda Republicana amb la Lira de Plata al Mérito en reconeixement dels anys dedicats a la direcció de la banda. Va ser condecorat pel govern de Panamà amb l'Ordre Vasco Núñez de Balboa (en grau de Gran Comendador). El 1950 va ser homenatjat pel Ministerio de Educación, i el 1955 pel Club de Leones. Entre 1972-1974 el pintor Juan Manuel Cedeño va pintar un retrat oficial per al Salón de la Nacionalidad.
Galimany va ser convidat en diverses ocasions a dirigir la primera Orquesta Sinfónica Nacional de Panamá. També va ser convidat a dirigir la Banda San José de Costa Rica, la Banda Municipal de Santiago de Cuba, la Banda del Estado Mayor del Ejército de México o la Banda del Ejército de Guadalajara.
Va compondre nombrosos himnes: per a les escoles de la Segunda Enseñanza, per a l'Escuela de Infermeria, per al cos de bombers etc. Galimany va ser molt estimat com a autor de Pasillos. Com a pianista va actuar acompanyant a tonadilleras de l'època: La Goya, Resurrección Quijano, Amalia de Isaura, La Gioconda, Lola Montés, Eugenia Zuffoli. També va compondre per a anuncis publicitaris (Fume Chesterfield, Firestone, Orange Crush).
Va morir a Panamà el 20 de desembre del 1973.
Galimany es va casar a distància amb la vilafranquina Maria Códol Bruna perquè ella no podia viatjar cap a Panamà sense ser dona casada. Van tenir tres fills: Brunilda, Elsa i Alberto. Un fill d'Elsa Galimany, Guillermo Endara Galimany, fou president de la República de Panamà (1989-1994), el primer després de la dictadura militar.

## Obres

### Obres orquestrals
- Capricho típico panameño (1928)
- Suite sinfónica Vasco Nuñez de Balboa (1941)

### Obres per a banda
- Marcha Panamá (considerada com el segon himne nacional de Panamà)
- La bandera panameña (marxa patriòtica)
- Soldados de la independencia
- El ferrocarril de Chiriquí (1916)
- Disciplina, Honor y Abnegación (1936, marxa dedicada a la celebració del 50 aniversari de la creació del Cos de Bombers de Panamà)

### Pasillos
- Panamá y Colombia
- Teolinda
- Berta
- Noche de amor
- Amistad
- Delia
- Patria
- Bodas de plata
- María Luisa
- Mercedes Zubieta

### Altres
- Amorosa (sardana)
- Sol ixent (melodia per a violoncel i piano)
- El pequeño Rotario (tango)
- Ford
- La Estrella de Panamá (danzón)
- Luz Graciela
- Isabelita